# 26 octobre 2007
Le vendredi 26 octobre 2007 est le 299e jour de l'année 2007.

## Décès
- Alexandre Feklissov (né le 9 mars 1914), agent secret russe
- Arthur Kornberg (né le 3 mars 1918), médecin et biochimiste américain
- Bernard L. Kowalski (né le 2 août 1929), réalisateur américain
- Catherine Erhel (née date inconnue), journaliste indépendante, autrice et documentariste française
- Edgardo González (né le 30 septembre 1936), footballeur uruguayen
- Jerzy Pietrkiewicz (né le 29 septembre 1916), écrivain, poète, traducteur et historien de la littérature polonais
- Khun Sa (né le 22 février 1934), seigneur de la guerre birman
- Nicolae Dobrin (né le 26 août 1947), joueur de football roumain
- Pierre Okley (né le 29 novembre 1929), affichiste français
- Robert Prévost (né en 1918), journaliste et historien québécois

## Événements
- Création de Agence espagnole pour la Coopération internationale au développement
- Sortie du film indien Bal Ganesh
- Publication de l'essai De quoi Sarkozy est-il le nom ?
- Sortie de Mac OS X 10.5
- Création de parc éolien de Lillgrund
- Sortie du jeu vidéo Pro Evolution Soccer 2008
- Sortie du film Rails & Ties
- Sortie du film Slipstream
- Sortie du jeu vidéo The Witcher
- Sortie du jeu vidéo Tomb Raider: Anniversary
- Sortie de la version francophone du septième et dernier tome de Harry Potter, Harry Potter et les reliques de la mort, le phénomène mondial.
- Pic des actions de Nintendo[1] (51 920,00 ¥).